# مارات توماسیان
مارات توماسیان (ارمنی: Մարատ Թովմասյան؛ زادهٔ) بوکسور آماتور اهل ارمنستان است. او در دستهٔ سنگین‌وزن مسابقات قهرمانی بوکس آماتوری اروپا در سال ۲۰۰۲ به مدال برنز دست یافت.